# فابيو دل جينوفيز
فابيو دل جينوفيز (بالإيطالية: Fabio Del Genovese)‏ هو مصارع هاوي إيطالي، ولد في 27 مايو 1902 في بيزا في إيطاليا، وتوفي في 1976.

## وصلات خارجية
- فابيو دل جينوفيز على موقع أوليمبيديا (الإنجليزية)